# Stephen Christopher Rowell
Stephen Christopher Rowell (ur. 9 maja 1964 w Leicesterze) – brytyjski historyk, mediewista pracujący na Litwie.

## Życiorys
Absolwent Cambrigde University. Doktorat tamże w 1991 (The role of Christianity in the last pagan state in Europe: Lithuania, 1315-1342). W latach 1988–1989 zatrudniony St. Mary Magdalene College w Cambrigde, 1990-1993 College of Claire w Cambrigde. w latach 1993-1999 profesor Uniwersytetu w Kłajpedzie. Od 1999 pracownik Litewskim Instytucie Historii w Wilnie. Zajmuje się dziejami średniowiecznej Litwy. 

## Wybrane publikacje
- Lithuania Ascending: A Pagan Empire within East-Central Europe, 1295–1345, Cambridge 1994 (kolejne wydania: 1995, 1997, 2000, 2014).
- (współautor) Baltijos regiono rytinė pakrantė XIII–XVIII amžiais: kolektyvinė monografija, Klaipėda 2015.
- (współautor) The Conversion of Lithuania. From Pagan Barbarians to Late Medieval Christians, Vilnius 2015.

## Publikacje w języku polskim
- Procesy rozwoju i zaniku kultu świętych na Litwie i w Polsce w drugiej połowie XV wieku, tł. Michał Targowski, "Zapiski Historyczne" 70 (2005),z. 4, s. 7-26.
- Dominacja Litwy. Pogańskie Imperium w Europie Środkowo-Wschodniej, 1295-1345, Oświęcim: Napoleon V 2017.